# 马泰奥·马里亚·博亚尔多
马泰奥·马里亚·博亚尔多（英語：Matteo Maria Boiardo，1441年—1494年），文艺复兴时期欧洲作家。他效力于费拉拉宫廷，他创作有喜剧，十四行诗以及一部未完成的传奇小说《恋爱中的奥兰多》（1495年出版）。